# Miré Reinstorf
Miré Reinstorf (née le 5 juin 2002 à George) est une athlète sud-africaine, spécialiste du saut à la perche.

## Biographie
Elle remporte les championnats du monde juniors 2021, en établissant à cette occasion un record personnel à 4,15 m, qui constitue aussi le nouveau record d'Afrique junior.
En 2022 elle devient championne d'Afrique en prenant le meilleur sur la Tunisienne Dora Mahfoudhi. Il en est de même en 2024 à l'occasion des Jeux africains d'Accra, au cours desquels elle établit un nouveau record des Jeux en 4,35 m.

### Palmarès
| Date | Compétition                   | Lieu         | Résultat | Performance |
| ---- | ----------------------------- | ------------ | -------- | ----------- |
| 2021 | Championnats du monde juniors | Nairobi      | 1re      | 4,15 m      |
| 2022 | Championnats d'Afrique        | Saint-Pierre | 1re      | 3,80 m      |
| 2024 | Jeux africains                | Accra        | 1re      | 4,35 m      |
| 2024 | Championnats d'Afrique        | Douala       | 1re      | 4,10 m      |

### National
- 4 titres : 2019, 2021, 2022, 2024

### Records
| Épreuve          | Performance | Lieu  | Date         |
| ---------------- | ----------- | ----- | ------------ |
| Saut à la perche | 4,35 m      | Accra | 19 mars 2024 |